# Myllokunmingiidae
Myllokunmingiidae (лат.) — древнейшее известное науке семейство хордовых, относится к надклассу бесчелюстных (Agnatha) или является базальной группой типа. Представители Myllokunmingiidae обитали в нижнекембрийских морях. Их ископаемые остатки найдены в сланцах Маотяньшань (Китай).

## Классификация
В семейство включают 3 вымерших монотипических рода:
- Род Haikouichthys Luo, Hu et Shu, 1999
  - Haikouichthys ercaicunensis Luo, Hu et Shu, 1999
- Род Myllokunmingia Shu, Zhang & Han, 1999
  - Myllokunmingia fengjiaoa Wagner, 2017
- Род Zhongjianichthys Shu, 2003
  - Zhongjianichthys rostratus